# John Beaman
John Beaman (ur. 5 października 1951 w Castleford) – angielski polityk, jeden z przedstawicieli wyspy Alderney z wykształcenia nauczyciel, States Member (reprezentant) turystyki rządu Alderney.

## Działalność polityczna
W kontrowersyjnych wyborach w grudniu 2009 został wybrany do States of Alderney, otrzymał w nich liczbę głosów równą innemu kandydatowi, który został odrzucony, a o zwycięstwie Johna Beamana zdecydowało losowanie (ciągnięcie głosów). Obecnie w rządzie Alderney jest odpowiedzialny za rolnictwo, ochronę środowiska, otwartych przestrzeni. Reprezentuje również wyspy Burhou. Jako jedyny pośród innych posłów głosował przeciwko stworzeniu Alderney Housing Association (wspólnota mieszkaniowa). Występował przeciwko podwyżce pensji dla posłów.

## Poza światem polityki
Ożenił się w 1976 roku z Anne, nauczycielką Anglistyki. Mają syna Roberta. W czasie wolnym od pracy zawodowej, pracują w latarni morskiej Alderney. Napisał książkę „Eight Walks on Alderney” o turystyce na wyspie, tłumaczoną na francuski i niemiecki.